# Höhlen von Calès

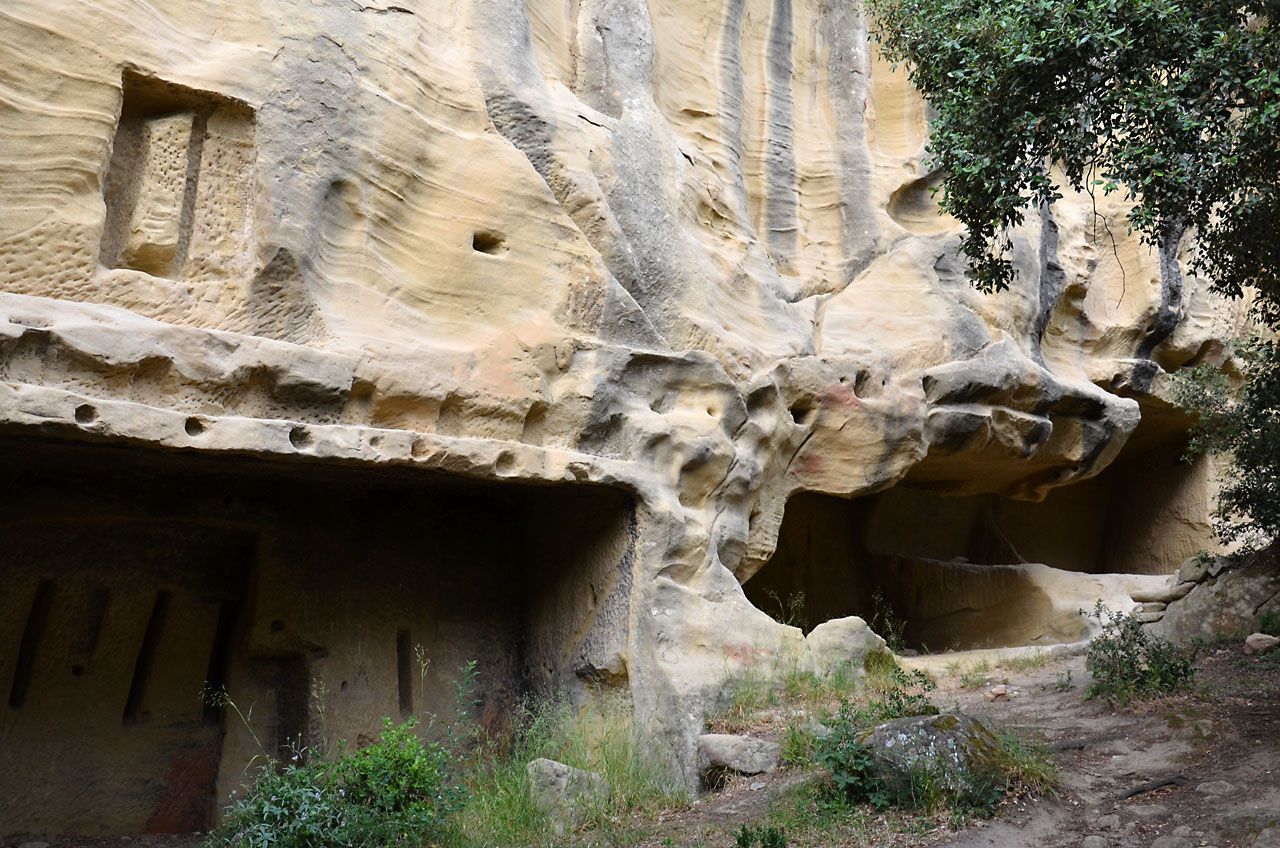
Höhlenwohnungen von Calès

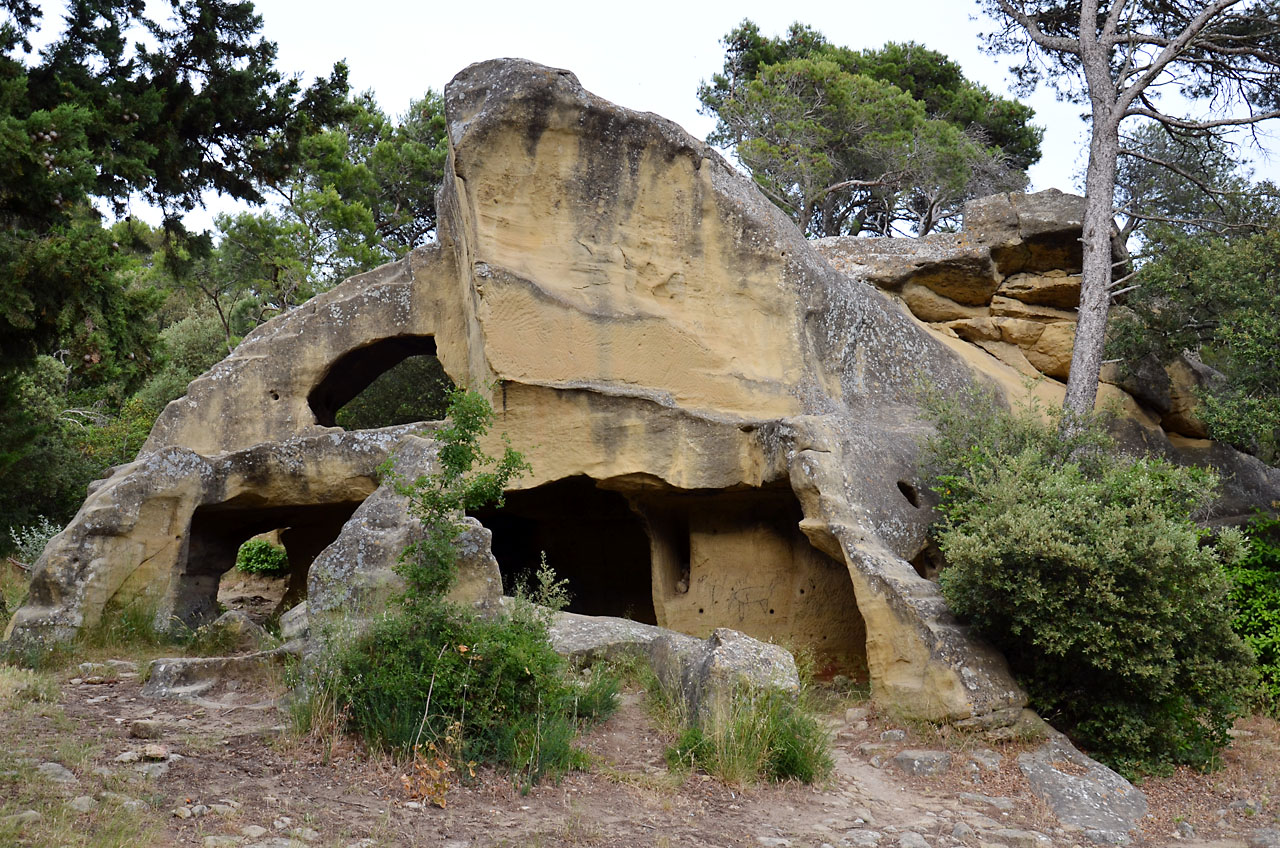
Höhlen von Calès in Lamanon

Die Höhlen von Calès (frz.: Grottes de Calès) bei Lamanon im südfranzösischen Département Bouches-du-Rhône sind von der Vorgeschichte bis ins 16. Jahrhundert besiedelte Höhlen. Der vom Menschen ausgehöhlte Fels diente als Zufluchtsort oder sogar als ganzjährige Behausung.

## Geschichte
Zuerst dienten die Höhlen den Ligurern als Wohnungen. Man fand 58 Wohnungen innerhalb eines Talkessels und etwa genauso viele außerhalb. Laut einer Legende konnte sich während des Überfalls durch die Sarazenen ein Mann namens Kalès mit seinen Truppen dort verstecken, daher der Name. Sicher ist, dass Calès im Mittelalter ein wichtiges Militärlager war. Vom 12. bis zum 16. Jahrhundert waren die Höhlen ständig bewohnt, die Zahl der Bewohner schwankte zwischen 120 und 220. Kleine Rinnen tränkten Zisternen mit Wasser und sorgten so für die Wasserversorgung der Bewohner.
Viele Male diente die Höhle als Zufluchtsort für die Bewohner von Lamanon. In den 1390er-Jahren plünderten die Truppen von Raymond de Turenne Lamanon und veranlassten die Bevölkerung, sich in die Höhlen zu flüchten. Zwei Jahrhunderte später, in den Hugenottenkriegen, flüchtete die Bevölkerung erneut dorthin. Als 1586 wieder Frieden herrschte, wurden die Höhlen aber endgültig verlassen.